# バルドゥイヌス (小惑星)
バルドゥイヌスもしくはバルドイヌス (1491 Balduinus) は、小惑星帯外縁部の小惑星。1938年2月23日にウジェーヌ・デルポルトが発見した。
名前は1951年に即位したベルギー国王ボードゥアン1世の名をラテン語化したものである。